# Lepidaploa remotiflora
Lepidaploa remotiflora là một loài thực vật có hoa trong họ Cúc. Loài này được (Rich.) H.Rob. mô tả khoa học đầu tiên năm 1990.